# Sincosite
La sincosite, dont le symbole IMA est Scs, est un minéral rare classé dans la catégorie des « phosphates, arséniates et vanadates ». Sa formule chimique est Ca(VO)2(PO4)2·4H2O, ce qui en fait un phosphate de calcium-vanadium (IV) hydraté.
Ce minéral cristallise dans le système tétragonal,, formant des cristaux transparents à translucides avec une structure en lamelles minces, généralement carrées à rectangulaires. Les surfaces des cristaux présentent une couleur vert clair à olive ou bleuâtre à brunâtre, avec un éclat vitreux à l'état frais, évoluant vers un éclat faiblement métallique en cas de perte partielle d'eau. Le trait du minéral est également de couleur verte.
Avec une dureté de 1 à 2 sur l'échelle de Mohs, la sincosite est parmi les minéraux les plus mous, pouvant être facilement rayée avec l'ongle, comme le talc (dureté 1) et le plâtre (dureté 2).

## Étymologie et histoire
Le minéral a été découvert pour la première fois dans des échantillons de minéraux du district de Sincos, dans la province péruvienne de Jauja. L'analyse et la première description ont été effectuées en 1922 par le minéralogiste américain Waldemar Theodore Schaller (en), qui a nommé le minéral d'après sa localité type.
Comme la sincosite était connue et reconnue comme une espèce minérale indépendante bien avant la création de l'Association internationale de minéralogie (IMA), celle-ci l'a confirmé par lors d'une Commission on New Minerals, Nomenclature and Classification (CNMNC). L'IMA/CNMNC a aussi attribué à la sincosite le symbole Scs.

## Classification

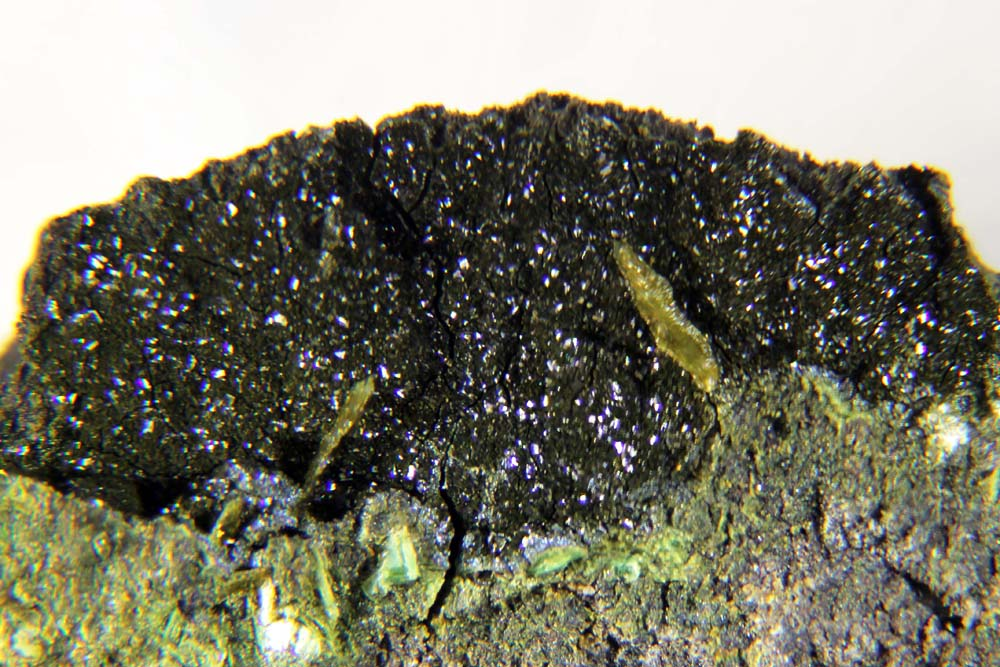
Cristaux vert foncé de phosphovanadylite-Ca avec la sincosite en vert clair. Mine South Rasmussen, Soda Springs, en Idaho, aux États-Unis.

Déjà dans l'obsolète huitième édition de la classification minérale de Strunz, la sincosite appartenait à la classe minérale des « phosphates, arseniates et vanadates », à la section des « phosphates aqueux, arseniates et vanadates avec anions étrangers », avec l'abernathyite, la méta-ancoléite, la méta-autunite, la méta-bassetite (discréditée, car identique à la bassetite), la méta-heinrichite, la méta-cahérite, la méta-kirchheimérite, la méta-natroautunite, la méta-natrouranospinite, la méta-nováčekite, la métatorbernite, la méta-uramphite (Q), la méta-uranocircite, la méta-uranospinite, la métazeunérite et la trögerite, la série méta-uranite » classée VII/D.20b au sein du « groupe de l'uranite » (uranium mica ; VII/D.20).

Dans le catalogue allemand Lapis-Mineralienverzeichnis ["répertoire des minéraux et Lapis"] révisé et mis à jour en 2018 de Stefan Weiß, qui, par respect pour les collectionneurs privés et les collections institutionnelles, est encore basé sur cette ancienne forme de classification de Strunz, le minéral a reçu la référence VII/E.03-010. Dans ce système, cela correspond à la division nouvellement définie « phosphates d'uranium/arseniates et vanadates d'uranyle avec [UO2]2+–[PO4]/[AsO4]3− et [UO2]2+–[V2O8]6−, avec des vanadonnées isotypiques (série de sincosite) », où la sincosite forme avec la bariosincosite le groupe encore sans nom VII/E.03.
La 9e édition de la classification minéralogique de Strunz, mise à jour pour la dernière fois par l'IMA en 2009, classe la sincosite dans la catégorie des « phosphates, etc. sans anions additionnels, avec H2O ». Cependant, cette catégorie est subdivisée en fonction de la taille relative des cations impliqués. Ainsi, en raison de sa composition, le minéral se trouve dans la sous-catégorie « exclusivement avec de grands cations », où il forme également, aux côtés de la bariosincosite, le groupe appelé la « Groupe de la sincosite » avec le numéro 8.CJ.65.
La classification minéralogique de Dana, largement utilisée dans le monde anglophone, classe également la sincosite dans la classe des « phosphates, arseniates et vanadates », et plus spécifiquement dans la catégorie des « phosphates etc. hydratés, avec hydroxyle ou halogène ». Dans cette classification, le minéral se retrouve avec la bariosincosite et la phosphovanadylite, formant le « groupe de la sincosite » avec le numéro de système 42.11.19 au sein de la sous-catégorie « phosphates etc. hydratés, avec hydroxyle ou halogène, avec (AB)4(XO4)3Zq × x(H2O) ».

## Chimie
Dans la composition théoriquement pure de la sincosite (Ca(VO)2(PO4)2·4H2O), le minéral se compose d'une partie de calcium (Ca), de deux parties de vanadium (V) et de phosphore (P), de 14 parties d'oxygène (O) et de huit parties d'hydrogène (H). Cela correspond à une proportion massique (en pourcentage de poids) de 9,19 % de Ca, 23,37 % de V, 14,21 % de P, 51,38 % de O et 1,85 % de H, ou sous forme d'oxyde 12,35 % d'oxyde de calcium (CaO), 36,54 % de V2O4, 31,27 % de pentoxyde de phosphore (P2O5) et 19,84 % d'eau (H2O).
L'analyse de la formation minérale naturelle sur le matériel type provenant de Sincos au Pérou a révélé une composition légèrement différente de 12,1 % de CaO, 36,3 % de V2O4, 31,7 % de P2O5 et 19,9 % de H2O. Les échantillons provenant des Black Hills dans le Dakota du Sud se conformaient encore davantage de la composition idéale, avec 12,51 % de CaO, 36,44 % de V2O4, 31,37 % de P2O5 et une proportion calculée d'eau de 19,68 %.

## Structure cristalline
Selon les analyses publiées en 1985 par Michael E. Zolensky, la sincosite cristallise de manière tétragonale avec des paramètres de maille a = 8,895(3) Å et c = 12,727(2) Å, avec deux unités de formule par maille élémentaire. Bien que le groupe spatial n'ait pas pu être déterminé, la sincosite est censée être isostructurale avec la méta-autunite.
Cependant, en 1992, H. Y. Kang, W. C. Lee et S. L. Wang ont réussi à synthétiser des hydrates de vanadylphosphate(IV) à quatre couches, de formule générale A(VO)2·4H2O avec A = Co, Ca, Sr et Pb, la liaison avec le calcium étant considérée comme un polymorphe de la sincosite. Ce polymorphe présente une symétrie triclinique et cristallise dans le groupe d'espace  P1 (numéro d'espace 1) avec les paramètres de maille a = 6,348 4(8) Å ; b = 6,350(1) Å ; c = 6,597(1) Å ; α = 106,81(2)° ; β = 94,09(1)° et γ = 90,02(1)°, avec une unité de formule par maille élémentaire.

## Formation et gisements
La sincosite a une paragenèse d'hydratation de minéraux proches de la surface, au voisinage des sels de calcium, de phosphore et de vanadium à partir de la grande Oxydation, il y a environ 2,4 milliards d'années. Elle peut provenir également d'une oxygénation du néoprotérozoïque dans la biosphère terrestre, d'il y a 600 à 360 millions d'années et accompagner le charbon et/ou minéraux de schistes bitumineux.
Elle se forme en veines dans des schistes noirs carbonifères. À sa localité type et seul site connu à ce jour au Pérou, dans le district de Sincos, elle était associée au gypse.
En tant que formation minérale rare, la sincosite n'a été identifiée que dans quelques endroits, avec seulement 12 occurrences répertoriées dans le monde en 2023.
Le seul site connu en Europe est le terril de l'ancienne mine d'uranium de Lichtenberg près de Ronneburg, en Allemagne.

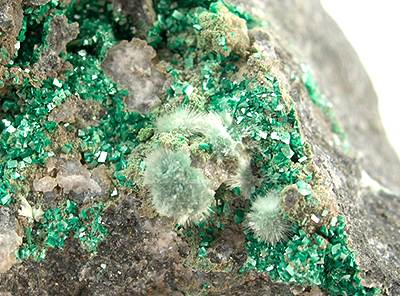
Sincosite avec de la minyulite. Mine Ross Hannibal dans le Dakota du Sud

Dix sites sont aux États-Unis. En Arkansas, le minéral a été trouvé dans la mine Union Carbide près de Wilson Springs (comté de Garland), à Bloomington (comté de Bear Lake) dans l'Idaho, ainsi qu'à la mine Enoch Valley près de la rivière Blackfoot et à la mine South Rasmussen Ridge Phosphate (où il est associé au phosphovanadylite-Ca) près de Soda Springs, dans le Nevada à la mine Gold Quarry près de la crique Maggie et à la mine d'or Carlin près d'Elko, au Nouveau-Mexique à la mine Jackpile ou Jackpile-Paguate près de Laguna, et dans le Dakota du Sud à la mine Ross Hannibal (ou North Star Mine, Hannibal Mine ou encore Mikado Mine) dans le district minier de Lead. Dans la mine Ross Hannibal, on a également trouvé de la minyulite en association.